# Vladimir Tkalec
Vladimir Tkalec, slovenski učitelj in politik, * 15. avgust 1947.
Med letoma 1992 in 1997 je bil član Državnega sveta Republike Slovenije.
Po delu na mestu prvega glavnega tajnika Sindikata vzgoje, izobraževanja znanost in kulture, (SVIZ), ki ga je opravljal od njegove ustanovitve leta 1990, je deloval na mestu direktorja novoustanovljenega Centra RS za poklicno izobraževanje (CPI). Po odhodu iz CPI je leta 2006 prevzel mesto generalnega sekretarja na Konfederaciji sindikatov javnega sektorja (KSJS), ki jo je pomagal ustanoviti in kjer je delal do upokojitve.